# SS Wawel
SS Wawel – masowiec o napędzie parowym o nośności 1000 ton, w polskiej służbie w latach 1922-1926. Był jednym z pierwszych polskich statków handlowych.

## Historia

### Budowa i początek służby
Zbudowany w 1906 we Włoszech, służył najpierw u włoskich armatorów pod nazwą "Natale". Zmieniał później kilkakrotnie właścicieli i nazwy, na w kolejności: "Helvetia", "Brisling", "Hauk" i "Karen". Od 1918 służył u armatora norweskiego. W tym samym roku został poddany przebudowie w Kopenhadze. Stanowił typ pełnopokładowca, z nadbudówką i siłownią parową na rufie.

### Pod polską banderą
W 1922 został zakupiony przez polsko-norweską spółkę Towarzystwo Żeglugowe "Sarmacja" (za odszkodowanie za zatonięcie statku "Kraków"). Podniósł polską banderę w lipcu 1922. Kapitanem był Austriak Adolf Münzel (były kapitan "Krakowa"), pierwszymi oficerami byli Zygmunt Tuleja, następnie Karol Ryncki i Leon Rusiecki.
W polskiej służbie statek był dość intensywnie używany, eksportowano na nim głównie drewno i zboże z Polski, przywożono m.in. śledzie i węgiel. Pływał do Europy Zachodniej i krajów bałtyckich, a w grudniu 1922 jako pierwszy polski statek popłynął do ZSRR (z węglem do Piotrogrodu). Od 1924 szkolili się na nim w roli asystentów pierwsi absolwenci Szkoły Morskiej w Tczewie. W czerwcu 1926 zawinął do nowego portu w Gdyni (miesiąc po pierwszym polskim statku "Wisła" również towarzystwa "Sarmacja"), gdzie 24 czerwca odwiedził jego pokład nowo mianowany minister przemysłu i handlu Eugeniusz Kwiatkowski, zaangażowany w rozbudowę polskiej marynarki handlowej (była to pierwsza wizyta tej rangi osobistości na polskim statku). Z końcem 1926 towarzystwo "Sarmacja" jednak zlikwidowano, a statek sprzedano.

### Dalsza służba
"Wawel" został zakupiony przez szwedzkiego armatora z Malmö i wszedł do eksploatacji w 1927 pod nazwą "Dagny". Kilkakrotnie później zmieniał właścicieli, pozostając pod tą samą nazwą. Według rejestru Lloyda, w 1946 roku jeszcze istniał, dalszy los jest nieznany.